# Stenodactylus pulcher
Stenodactylus pulcher är en ödleart som beskrevs av  Anderson 1896. Stenodactylus pulcher ingår i släktet Stenodactylus och familjen geckoödlor. IUCN kategoriserar arten globalt som livskraftig. Inga underarter finns listade i Catalogue of Life.